# Diócesis de Hildesheim
La diócesis de Hildesheim (en latín: Dioecesis Hildesiensis y en alemán: Bistum Hildesheim) es una circunscripción eclesiástica de la Iglesia católica en Alemania. Se trata de una diócesis latina, sufragánea de la arquidiócesis de Hamburgo. Desde el 6 de abril de 2018 su obispo es Heiner Wilmer, de los Sacerdotes del Sagrado Corazón de Jesús.

## Territorio y organización

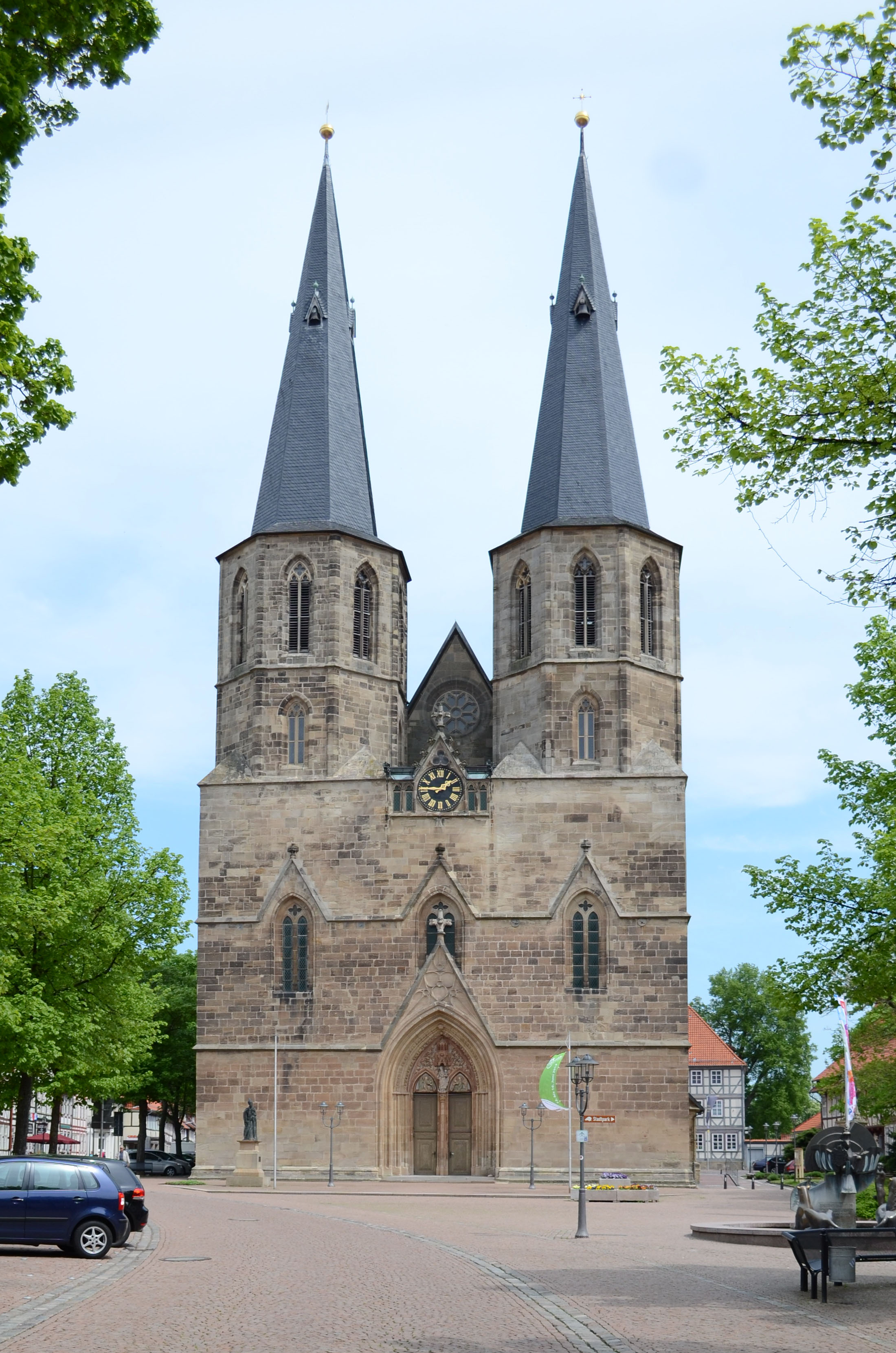
Basílica de San Ciriaco, en Duderstadt

La diócesis tiene 29 021 km² y extiende su jurisdicción sobre los fieles católicos de rito latino residentes en la parte oriental del estado de Baja Sajonia entre Hann. Münden al sur y el mar del Norte al norte, y entre el río Weser al oeste y las montañas Harz al este. También incluye la parte norte del estado de Bremen.

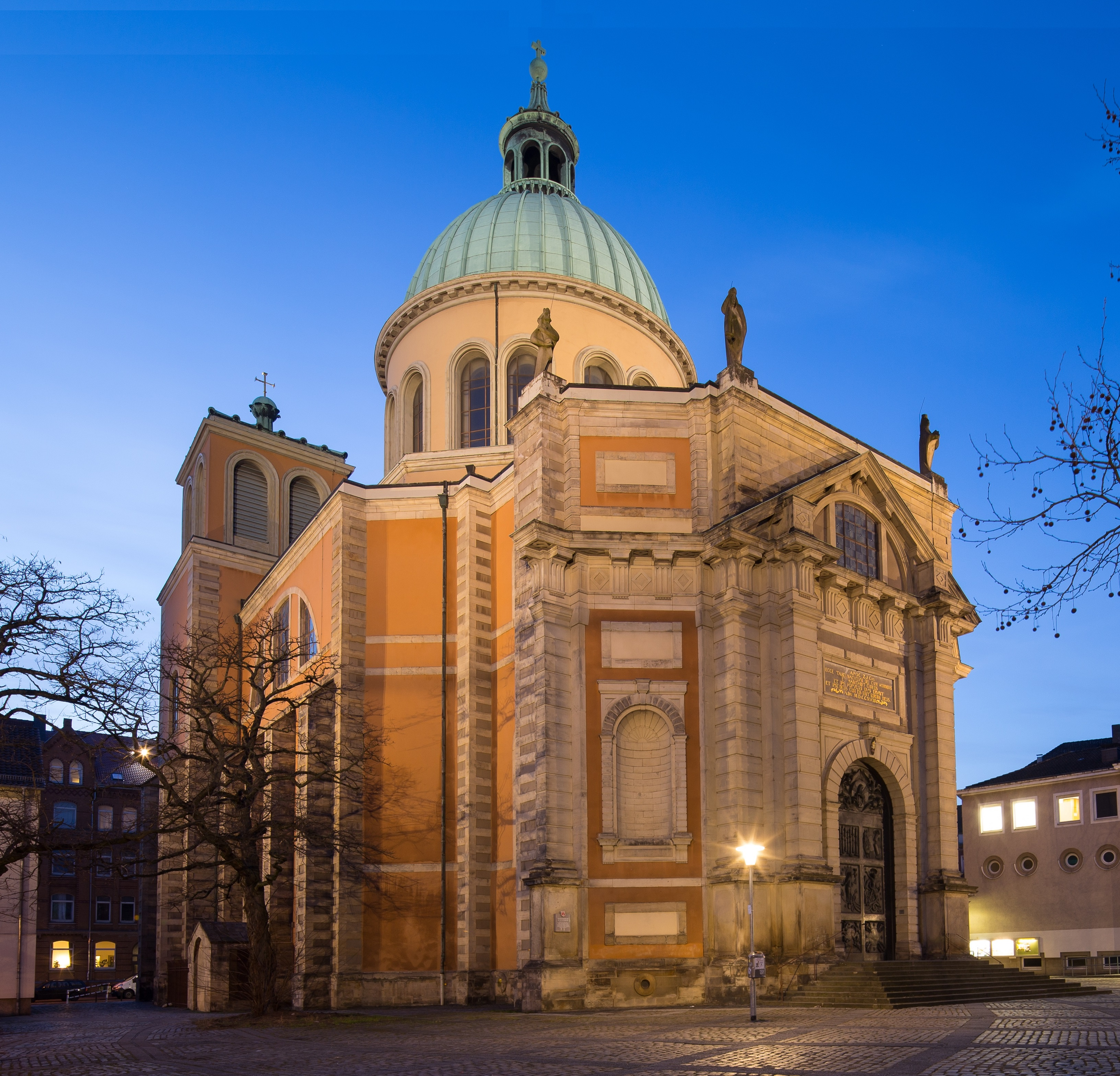
Basílica de San Clemente, en Hannover

La sede de la diócesis se encuentra en la ciudad de Hildesheim, en donde se halla la Catedral de Santa María. En el territorio de la diócesis existen 3 basílicas menores: la de San Ciriaco, en Duderstadt; la de San Gotardo, en Hildesheim; y la de San Clemente, en Hannover.

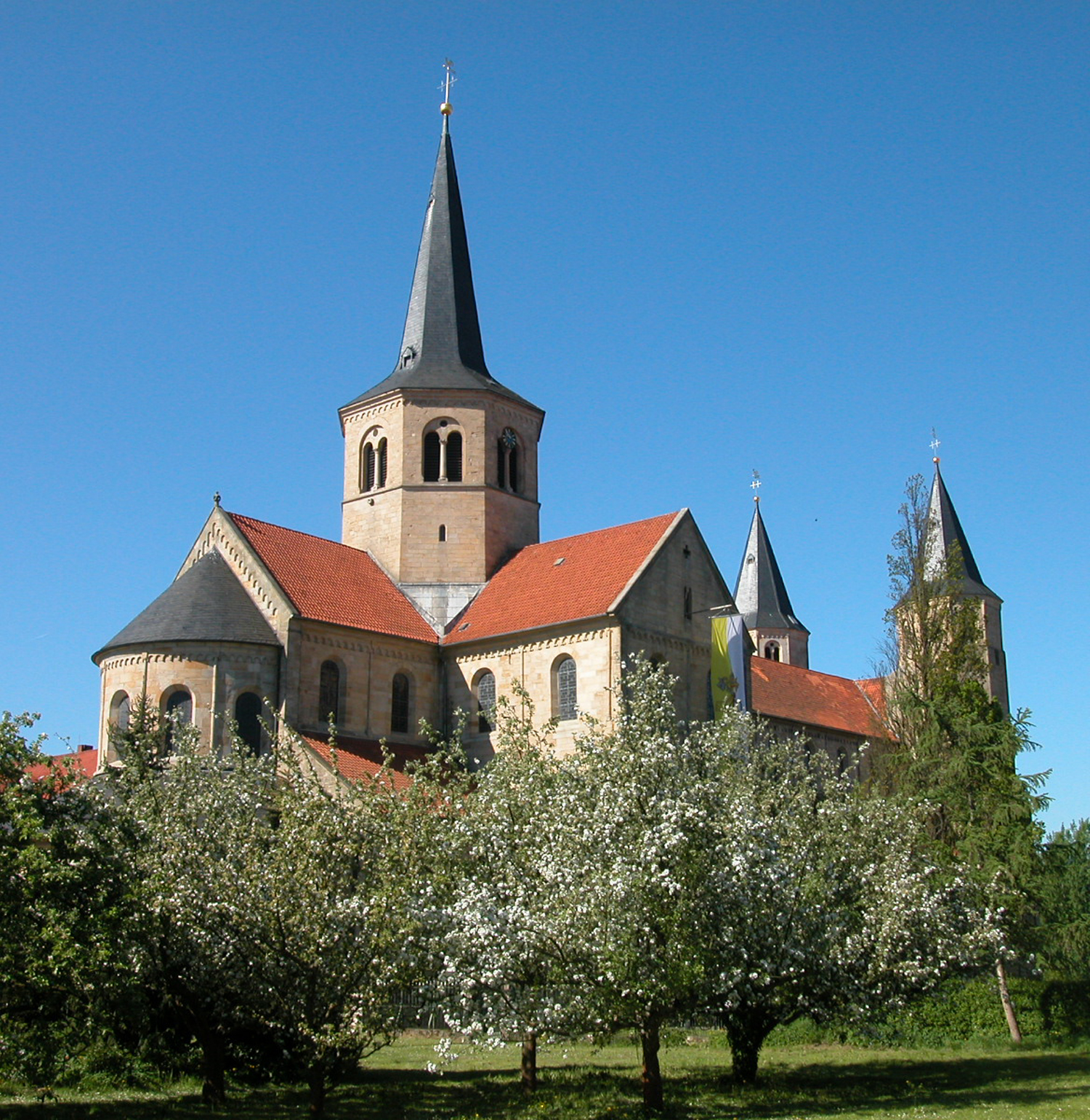
Basílica de San Gotardo, en Hildesheim

En 2023 en la diócesis existían 119 parroquias agrupadas en 17 decanatos: Alfeld-Detfurth, Borsum-Sarstedt, Braunschweig, Bremen-Nord, Bremerhaven, Celle, Goslar-Salzgitter, Göttingen, Hannover, Hildesheim, Lüneburg, Nörten-Osterode, Untereichsfeld, Unterelbe, Verden, Weserbergland y Wolfsburg-Helmstedt.

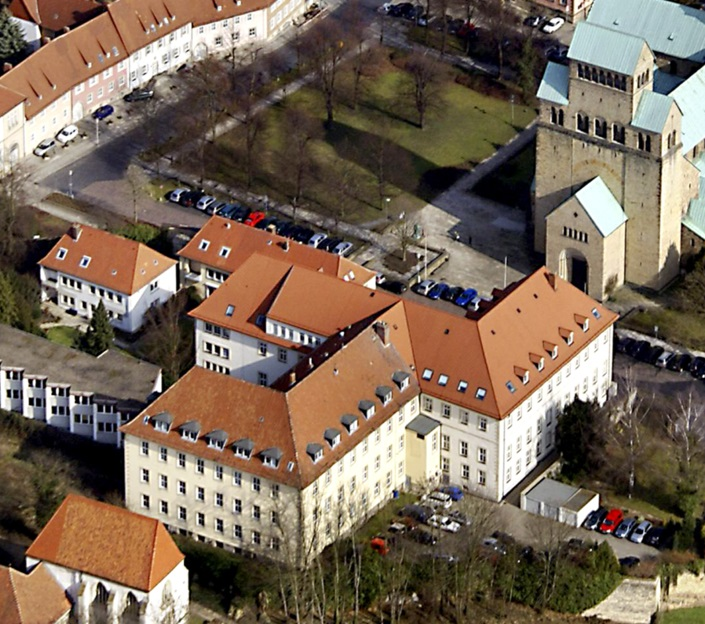
Sede del vicariato general, antigua residencia del príncipe episcopal en Hildesheim

## Historia
La diócesis, sufragánea de la arquidiócesis de Maguncia (hoy diócesis de Maguncia), fue erigida por el emperador Ludovico Pío en 815. El primer obispo fue Gunthar, natural de Reims, ya obispo misionero en la región. El obispo Alfred (851-874) reconstruyó la catedral y organizó el capítulo de canónigos, trabajo que continuaron sus sucesores Wigbert (880-903) y Valdbert (909-919).
El territorio diocesano se formó gradualmente. Al principio incluía Astfalagau, se extendía al suroeste sobre Flemithigau, al este sobre Ambergau y al norte incluía partes importantes de Gretingau y Flutwiddegau.
Los obispos de Hildesheim desempeñaron un papel importante durante la época de los emperadores otonianos en el siglo X. El obispo Diethard (928-954) obtuvo la protección imperial y la inmunidad de Enrique I de Sajonia. Bernardo (993-1022) fue uno de los hombres más destacados de su época, tutor y principal consejero de Otón III; fortificó la ciudad episcopal, fundó monasterios y varias iglesias rurales; convocó periódicamente sínodos diocesanos; dividió la diócesis en arcedianatos. Esta labor fue continuada por su sucesor Gottardo (1022-1038), quien a su muerte fue objeto de culto y veneración; fue proclamado santo un siglo después por el papa Inocencio II.
A partir de 1235 la diócesis adquirió poder temporal, a través del principado eclesiástico de Hildesheim. Conrado de Riesenberg (1221-1246) es considerado el primer príncipe-obispo de Hildesheim, aunque Bernardo ya había obtenido de Enrique II en 1013 los derechos comitales sobre Astfalagau. A partir de este momento, las preocupaciones políticas prevalecieron sobre las esencialmente religiosas, lo que favoreció una progresiva degradación de la vida religiosa de la diócesis. Algunos ejemplos:
- En 1260 el cabildo de canónigos eligió obispo al hijo del conde de Brunswick, Otto, que sólo tenía 13 años; permaneció como obispo electo hasta 1274, cuando recibió la consagración episcopal y más tarde se preocupó más por ampliar sus posesiones que por el cuidado pastoral de la diócesis.[10]
- En 1331 el cabildo eligió un obispo, Enrique de Brunswick, que entró en conflicto, incluso armado, con su rival, Eric de Hombourg, impuesto por el papa; al final Enrique ganó, pero la Santa Sede lo reconoció oficialmente como obispo legítimo recién en 1354.[11]
- Se sabe que Gerardo de Berg, que gobernó la diócesis durante treinta años desde 1365 hasta 1398, derrotó al duque de Brunswick y sus aliados en la batalla; en memoria de esta victoria, construyó una capilla dentro de la catedral.
- En 1452 fue electo obispo Bernardo de Brunswick-Luneburg, joven de 20 años, que nunca recibió la consagración sacerdotal y episcopal; renunció en 1458 para suceder a su padre como duque de Brunswick y unos años más tarde se casó con la hermana de su sucesor en la cátedra de Hildesheim, Ernesto de Schauenburg.[12]
- En 1452 fue elegido obispo Bernardo de Brunswick-Luneburg, un joven de 20 años, que nunca recibió la consagración sacerdotal y episcopal; renunció en 1458 para suceder a su padre como duque de Brunswick y unos años más tarde se casó con la hermana de su sucesor en la cátedra de Hildesheim, Ernesto de Schauenburg.[12]

Los intentos de reformar la vida monástica y religiosa, llevados a cabo entre finales del siglo XIV y la primera mitad del siglo XV, no tuvieron éxito. En ese momento la diócesis tenía 9 monasterios de canónigos regulares, 5 abadías benedictinas y 2 cistercienses; y 16 monasterios de monjas benedictinas, 5 de monjas cistercienses.
Durante el episcopado de Juan de Saxe-Lauenburg (1504-1527) el luteranismo hizo su aparición en la diócesis; la nueva religión ganó terreno bajo el obispo Valentino de Teutleben (1538-1551); muchas partes de la diócesis pasaron a manos de los reformados, incluida la ciudad episcopal. En 1557 fue elegido obispo Burcardo de Oberg, acérrimo defensor de la fe católica tradicional, que hizo todo lo posible por salvar lo que se podía salvar; al final de su episcopado, en 1573, sólo una docena de pueblos seguían siendo católicos. Le sucedieron, ya sea como obispos o como administradores apostólicos, una serie de prelados originarios de Baviera, de fe católica y educados por los jesuitas, quienes pusieron en marcha una serie de iniciativas que permitieron la restauración católica en muchas partes de la diócesis de Hildesheim y al mismo tiempo la aplicación de los principios reformadores del Concilio de Trento: se convocaron sínodos, se realizaron visitas pastorales a la diócesis, se recuperaron edificios religiosos, incluida la catedral, que había sido confiscada por los luteranos, el seminario se abrió en 1655. A pesar de los esfuerzos realizados, los registros de la visita pastoral de 1657 muestran que solo quedaban unas veinte parroquias católicas en la diócesis.
En dos ocasiones, con Edmundo de Brabeck (1697-1702) y con Federico Guillermo de Westfalia (1775-1789), los obispos de Hildesheim también fueron nombrados vicarios apostólicos de las Misiones del Norte. A pesar de la supresión de la Compañía, los jesuitas continuaron permaneciendo en la diócesis vestidos de civil o como sacerdotes diocesanos: esto les permitió continuar dirigiendo el seminario diocesano.
En 1789 Franz Egon von Fürstenberg se convirtió en obispo de Hildesheim; como su predecesor, también fue nombrado obispo de Paderborn y vicario apostólico de las Misiones del Norte. Fue el último príncipe-obispo de Hildesheim; el principado eclesiástico fue secularizado con la Reichsdeputationshauptschluss de 1803 y su territorio anexado al Reino de Prusia.
El 26 de marzo de 1824 las fronteras diocesanas sufrieron cambios radicales, por primera vez desde 815. Mediante la bula Impensa romanorum pontificum del papa León XII, se reorganizaron las circunscripciones eclesiásticas del Reino de Hannover, que incluían las sedes de Hildesheim y Osnabrück, cuyos límites se hicieron coincidir con los del Estado: la nueva diócesis de Hildesheim, constituida inmediatamente sujeta a la Santa Sede, se extendió en la parte oriental del reino, separado de la de Osnabrück por el río Weser, y vio su territorio considerablemente ampliado llegando hasta el mar del Norte y el río Elba. Por decreto de la Congregación Consistorial del 2 de julio de 1834, se asignó también a la diócesis de Hildesheim la competencia sobre los católicos del Ducado de Braunschweig-Lüneburg.
El obispo Eduard Jakob Wedekin (1850-1870) dio un gran impulso al renacimiento de la diócesis de Hildesheim: abrió nuevas misiones en la parte norte de su diócesis; favoreció la práctica de ejercicios espirituales para sus sacerdotes, la fundación de asociaciones católicas y la predicación de misiones parroquiales; llamó a su diócesis a varias congregaciones religiosas, entre ellas a los lazaristas, a quienes confió la dirección del seminario.
El desarrollo económico de las ciudades de Hannover, Hamburgo y Bremen favoreció la emigración interna y, en consecuencia, el aumento del número de católicos presentes en la diócesis. En 1890 había unos 100 000 católicos, el doble veinte años después. El número de parroquias aumentó de 91 en 1890 a 138 en 1915.
El 13 de agosto de 1930, mediante la bula Pastoralis officii nostri del papa Pío XI, la diócesis pasó a formar parte de la provincia eclesiástica de Paderborn.
Al final de la Segunda Guerra Mundial la población católica de la diócesis se triplicó debido a la llegada de numerosos refugiados que huían del este de Alemania, especialmente de Silesia y los Sudetes.
Sobre la base de la convención estipulada entre la Santa Sede y Baja Sajonia el 26 de febrero de 1965, que incorpora los artículos del concordato con Prusia de 1929, se concedió el derecho de elección de los obispos de Hildesheim a la cabildo de canónigos de la catedral, sobre una lista de tres nombres propuestos por la Santa Sede.
El 14 de septiembre de 1966, de acuerdo con las decisiones de la convención del año anterior, se revisaron los límites entre las diócesis de Hildesheim y Osnabrück mediante el decreto Quum sollemnibus.
El 7 de abril de 1994, mediante el decreto Quo aptius, amplió su territorio con algunas parroquias que pertenecían a la administración apostólica de Schwerin.
El 24 de octubre de 1994 cedió una parte de su territorio para la erección de la arquidiócesis de Hamburgo, de la que Hildesheim se convirtió en sufragánea.
Con la unificación de Alemania, la Santa Sede reorganizó la parte norte de Alemania. El 24 de octubre de 1994, mediante la bula Omnium Christifidelium del papa Juan Pablo II, se erigió la arquidiócesis de Hamburgo incluyendo territorios de la diócesis de Hildesheim, que pasó a ser su sufragánea.

## Estadísticas
Según el Anuario Pontificio 2024 la diócesis tenía a fines de 2023 un total de 603 600 fieles bautizados.
| Año                                                                             | Población            | Población | Población      | Sacerdotes | Sacerdotes    | Sacerdotes    | Bautizados por sacerdote | Diáconos permanentes | Religiosos | Religiosos | Parroquias |
| Año                                                                             | Bautizados católicos | Total     | % de católicos | Total      | Clero secular | Clero regular | Bautizados por sacerdote | Diáconos permanentes | Varones    | Mujeres    | Parroquias |
| ------------------------------------------------------------------------------- | -------------------- | --------- | -------------- | ---------- | ------------- | ------------- | ------------------------ | -------------------- | ---------- | ---------- | ---------- |
| 1950                                                                            | 669 532              | 4 875 462 | 13.7           | 463        | 432           | 31            | 1446                     |                      | 51         | 994        | 324        |
| 1970                                                                            | 738 919              | 5 510 238 | 13.4           | 619        | 494           | 125           | 1193                     |                      | 150        | 864        | 427        |
| 1980                                                                            | 765 531              | 6 000     | 12.8           | 577        | 465           | 112           | 1326                     | 18                   | 128        | 625        | 365        |
| 1990                                                                            | 725 000              | 6 000     | 12.1           | 562        | 456           | 106           | 1290                     | 55                   | 125        | 532        | 361        |
| 1999                                                                            | 682 181              | 5 700 000 | 12.0           | 455        | 388           | 67            | 1499                     | 75                   | 83         | 470        | 279        |
| 2000                                                                            | 685 672              | 5 700 000 | 12.0           | 444        | 383           | 61            | 1544                     | 79                   | 77         | 449        | 279        |
| 2001                                                                            | 669 251              | 5 700 000 | 11.7           | 438        | 377           | 61            | 1527                     | 81                   | 72         | 339        | 279        |
| 2002                                                                            | 681 747              | 5 700 000 | 12.0           | 427        | 367           | 60            | 1596                     | 83                   | 70         | 418        | 279        |
| 2003                                                                            | 633 093              | 5 700 000 | 11.1           | 425        | 363           | 62            | 1489                     | 80                   | 71         | 415        | 349        |
| 2004                                                                            | 659 500              | 5 700 000 | 11.6           | 426        | 360           | 66            | 1548                     | 81                   | 75         | 409        | 348        |
| 2006                                                                            | 652 461              | 5 700 000 | 11.4           | 407        | 348           | 59            | 1603                     | 91                   | 69         | 366        | 313        |
| 2013                                                                            | 616 210              | 5 349 318 | 11.5           | 352        | 290           | 62            | 1750                     | 100                  | 228        | 210        | 170        |
| 2016                                                                            | 611 052              | 5 261 658 | 11.6           | 327        | 272           | 55            | 1868                     | 101                  | 64         | 231        | 119        |
| 2019                                                                            | 601 330              | 5 362 988 | 11.2           | 300        | 256           | 44            | 2004                     | 102                  | 53         | 231        | 119        |
| 2021                                                                            | 602 600              | 5 374 215 | 11.2           | 302        | 258           | 44            | 1995                     | 95                   | 52         | 103        | 119        |
| 2023                                                                            | 603 600              | 5 383 276 | 11.2           | 282        | 243           | 39            | 2140                     | 101                  | 47         | 93         | 119        |
| Fuente: Catholic-Hierarchy, que a su vez toma los datos del Anuario Pontificio. |                      |           |                |            |               |               |                          |                      |            |            |            |

## Episcopologio

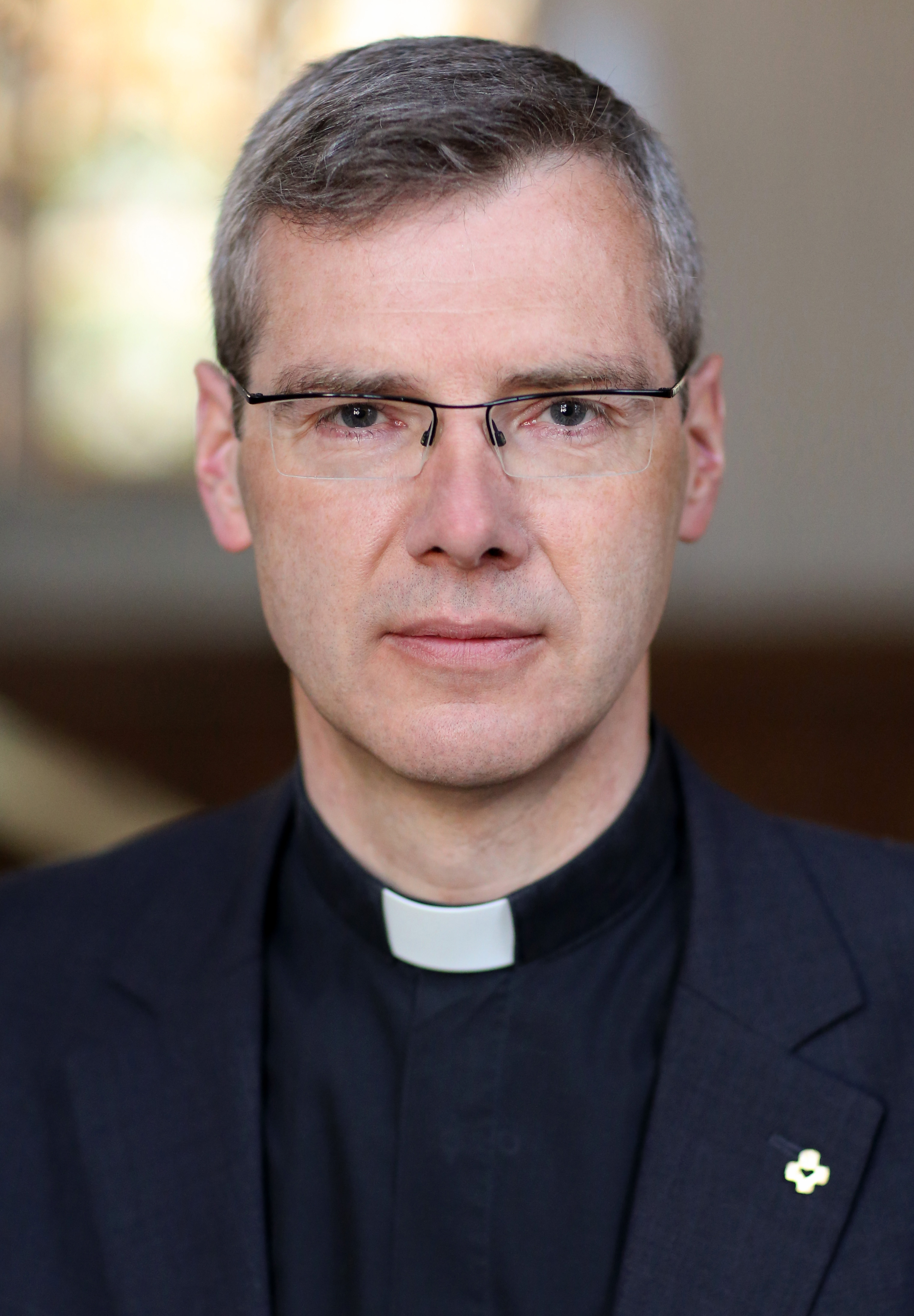
Heiner Wilmer, obispo de Hildesheim desde 2018

- Guntari † (815-5 de julio de 834 falleció)
- Rimberto † (834-12 de febrero de 835 falleció)
  - Sede vacante (835-847)
- Ebbo † (847-20 de marzo de 851 falleció)
- San Alfredo o Altfrido † (851-15 de agosto de 874 falleció)
- Marquard † (noviembre de 874-2 de febrero de 880 falleció)
- Wigbert † (880-1 de noviembre de 903 falleció)
- Valdberto † (antes del 909-3 de noviembre de 919 falleció)
- Sehard † (919-10 de octubre de 928 falleció)
- Diethard † (928-13 de septiembre de 954 falleció)
- Otwin † (954-1 de diciembre de 984 falleció)
- Osdag † (985-8 de noviembre de 989 falleció)
- Gerdag † (19 de enero de 990-7 de diciembre de 992 falleció)
- San Bernardo † (15 de enero de 993-20 de noviembre de 1022 falleció)
- San Gotardo † (2 de diciembre de 1022-5 de mayo de 1038 falleció)
- Dithmar † (20 de agosto de 1038-14 de noviembre de 1044 falleció)
- Azelin † (1044-8 de marzo de 1054 falleció)
- Hezilo † (1054-5 de agosto de 1079 falleció)
- Udo de Gleichen-Rheinhausen † (1079-19 de octubre de 1114 falleció)
  - Bruno † (1115-1118 renunció) (obispo electo)
- Bertoldo de Alvensleben † (31 de octubre de 1119-14 de marzo de 1130 falleció)
- San Bernardo † (antes del 12 de junio de 1130-1153 renunció)
- Brunone † (después del 3 de junio de 1153-18 de octubre de 1162 falleció)
- Ermanno † (1162-10 de julio de 1170 falleció)
- Adelog † (junio o de julio de 1171-20 de septiembre de 1190 falleció)
- Bernone † (1190-28 de octubre de 1194 falleció)
- Corrado de Querfurt † (después del 28 de octubre de 1194-junio de 1198 nombrado obispo de Wurzburgo)
- Hartbert † (1199-21 de marzo de 1216 falleció)
- Sigfrido de Lichtenberg † (1216-26 de enero de 1221 renunció)
- Corrado de Riesenberg † (3 de septiembre de 1221-1246 renunció)
- Enrico de Wernigerode † (febrero de 1246-25 de mayo de 1257 falleció)
- Giovanni de Brakel † (septiembre de 1257-15 de septiembre de 1260 falleció)
- Ottone de Brunswick-Lüneburg † (9 de octubre de 1260-4 de julio de 1279 falleció)
- Sigfrido de Querfurt † (18 de julio de 1279-27 de abril de 1310 falleció)
- Enrico de Woldenberg † (6 de septiembre de 1310-21 de septiembre de 1318 falleció)
- Ottone de Woldenberg † (23 de mayo de 1319-3 de agosto de 1331 falleció)
- Enrico de Brunswick-Luneburg † (28 de agosto de 1331[nota 1]-6 de febrero de 1363 falleció)
- Giovanni Schadland, O.P. † (22 de marzo de 1363-20 de agosto de 1365 nombrado obispo de Worms)
- Gerardo de Berg † (20 de agosto de 1365-15 de noviembre de 1398 falleció)
- Johann von Hoya † (28 de febrero de 1399-1424 renunció)
- Magnus de Sassonia-Lauenburg † (10 de mayo de 1424-21 de septiembre de 1452 falleció)
- Bernardo de Brunswick-Luneburg † (20 de octubre de 1452-1458 renunció)
- Ernesto de Schauenburg † (24 de marzo de 1458-23 de julio de 1471 falleció)
- Henning de Haus † (15 de enero de 1472-1481 renunció)
- Bertoldo de Landsberg † (25 de septiembre de 1480-4 de mayo de 1502 falleció)
- Eric de Sassonia-Lauenburg † (2 de diciembre de 1502-1504 renunció)
- Giovanni de Sassonia-Lauenburg † (13 de julio de 1504-1527 renunció)
- Baldassarre Merklin † (9 de marzo de 1530-28 de mayo de 1531 falleció)
- Ottone de Schauenburg † (1531-1537 renunció)
- Valentino de Teutleben † (11 de enero de 1538-19 de abril de 1551 falleció)
- Federico de Danimarca † (6 de julio de 1554-27 de septiembre de 1556 falleció)
- Burcardo de Oberg † (23 de enero de 1559-23 de febrero de 1573 falleció)
  - Ernesto de Baviera † (7 de marzo de 1573-17 de febrero de 1612 falleció) (administrador apostólico)
- Ferdinando de Baviera † (17 de febrero de 1612 por sucesión-3 de septiembre de 1650)
- Massimiliano Enrico de Baviera † (3 de septiembre de 1650 por sucesión-3 de junio de 1688 falleció)
- Giudoco Edmondo de Brabeck † (29 de noviembre de 1688-13 de agosto de 1702 falleció)
  - Giuseppe Clemente de Baviera † (13 de agosto de 1702 por sucesión-11 de diciembre de 1723 falleció) (administrador apostólico)
  - Clemente Augusto de Baviera † (14 de julio de 1725-6 de febrero de 1761 falleció) (administrador apostólico)
- Federico Guglielmo de Vestfalia † (16 de mayo de 1763-6 de enero de 1789 falleció)
- Franz Egon von Fürstenberg † (6 de enero de 1789 por sucesión-11 de agosto de 1825 falleció)
  - Sede vacante (1825-1829)
- Godehard Joseph Osthaus † (27 de julio de 1829-30 de diciembre de 1835 falleció)
- Franz Ferdinand (Johann Franz) Fritz † (11 de julio de 1836-6 de septiembre de 1840 falleció)
- Jakob Joseph Wandt † (23 de mayo de 1842-16 de octubre de 1849 falleció)
- Eduard Jakob Wedekin † (30 de septiembre de 1850-25 de diciembre de 1870 falleció)
- Daniel Wilhelm Sommerwerk † (27 de octubre de 1871-18 de diciembre de 1905 falleció)
- Adolf Bertram † (12 de junio de 1906-8 de septiembre de 1914 nombrado obispo de Breslavia)
- Joseph Ernst † (1 de junio de 1915-5 de mayo de 1928 falleció)
- Nikolaus Bares † (15 de enero de 1929-21 de diciembre de 1933 nombrado obispo de Berlín)
- Joseph Godehard Machens † (22 de junio de 1934-14 de agosto de 1956 falleció)
- Heinrich Maria Janssen † (3 de febrero de 1957-28 de diciembre de 1982 retirado)
- Josef Homeyer † (25 de agosto de 1983-20 de agosto de 2004 retirado)
- Norbert Trelle (29 de noviembre de 2005-9 de septiembre de 2017 retirado)
- Heiner Wilmer, S.C.I., desde el 6 de abril de 2018